# Vågan
68°14′9″N 14°34′1″Ø / 68.23583°N 14.56694°Ø
Vågan er en kommune i Nordland fylke i Norge. Den grænser i nord til Hadsel, i øst til Lødingen og over Sundklakkstraumen i vest til Vestvågøy.
Vågan kommune ligger i Lofoten og omfatter næsten hele Austvågøy, Gimsøya og en række mindre øer, blandt andre Henningsvær og Skrova. Et lille hjørne af Hinnøya tilhører også Vågan. Vågan kommune ligger længst mod øst af de seks lofotkommuner.
Vågan var i middelalderen et kraftcentrum og den første organiserede byorganisering nord for Trondheim.

## Erhvervsliv
Fiskeri er vigtigste erhverv i kommunen. Vågan er Nordnorges næststørste fiskerikommune og har Nordnorges største fiskeopdræt. Værkstedsindustrien er blandt de største i Nordnorge, og øvrig fiskeriservice knyttet til den er betydelig. Andre vigtige erhverv er turisme, handel og offentlige og private tjenesteydelser.

## Trafik
Der er daglig flyforbindelse til de andre lokalflyvepladser i området og hovedrutenettet i Bodø (Flyvepladsen er udsat for dårligt vejr, så tit må man bruge Leknes Lufthavn i stedet). Svolvær anløbes daglig af Hurtigruten. Hurtigbådsforbindelse til Stokmarknes, Bodø og Narvik. Færgeforbindelse til Skutvik/E6. Mod Vesterålen er der færgeforbindelse mellem Fiskebøl og Melbu. Der er gode busforbindelser til og fra Svolvær og bilfærger til Skrova, Brettesnes og Digermulen.

## Kendte vågaværinger
- Ole Juul (1852–1927), kunstmaler
- Gunnar Berg (1863–1893) kunstmaler, født i Svolvær
- Stein Rokkan (1921-1979-), samfundsforsker, født i Vågan

- Vågan
- Gimsøystraumen
- Henningsvær
- Kabelvåg
- Kabelvåg Lofotmuseet
- Sildpollnes
- Svolvær
- Raftsund
- Digermulen